# Economía de Wallis y Futuna
Esta página es una descripción general de la economía de Wallis y Futuna.

## Finanzas
El PIB de Wallis y Futuna en 2005 fue de 188 millones de dólares estadounidenses a tipos de cambio de mercado. El PIB per cápita fue de 12.640 dólares estadounidenses en 2005 (a tipos de cambio de mercado, no a PPA), que es más bajo que en Nueva Caledonia, la Polinesia Francesa y todos los demás departamentos y territorios franceses de ultramar (excepto Mayotte), pero más alto que en todos los pequeños estados insulares independientes de Oceanía.
Junto con los territorios franceses de Nueva Caledonia y la Polinesia francesa, el territorio utiliza el franco CFP, que es fijo frente al euro, a razón de 1000 XPF = 8,38 euro. En 1991, BNP Nouvelle-Calédonie, una subsidiaria de BNP Paribas, estableció una subsidiaria, Banque de Wallis et Futuna, que actualmente es el único banco en el territorio. Dos años antes, Banque Indosuez había cerrado la sucursal de Mata-Utu que había abierto en 1977, dejando el territorio sin banco.

## Agricultura e industria
La economía del territorio se limita a la agricultura tradicional de subsistencia, con aproximadamente el 80% de la fuerza laboral que se gana la vida con la agricultura (cocos y verduras), la ganadería (principalmente cerdos) y la pesca. Los productos agrícolas incluyen fruta del pan, ñame, taro, plátanos, cerdos y cabras.
Las industrias incluyen copra, artesanías, pesca y madera. En 2007, se importaron productos básicos por valor de 63 millones de dólares estadounidenses (alimentos, productos manufacturados, equipo de transporte, combustible, ropa), principalmente de Francia, Singapur, Australia y Nueva Zelanda, y no hubo exportaciones (el año anterior, en 2006, las exportaciones ascendieron a 122 000 dólares estadounidenses y consistieron en su totalidad en 19 toneladas de conchas de trochus). Aproximadamente el 4% de la población está empleada en el gobierno. Los ingresos provienen de los subsidios del gobierno francés, licencias de derechos de pesca a Japón y Corea del Sur, impuestos de importación y remesas de trabajadores expatriados en Nueva Caledonia, Polinesia Francesa y Francia.